# Будзько Олег Ігорович
Оле́г І́горович Будзько (нар. 17 грудня 1989, Київ, СРСР) — український футболіст, гравець у пляжний футбол і футзал. Нападник київського клубу «Євроформат» і збірної України з пляжного футболу. 

## Біографія

### Освіта
Випускник київського Національного університету фізичного виховання і спорту України.

### Ігрова кар'єра
Почав займатися футболом з семи років у команді «ДЮСШ-19», перший тренер Олексій Васильович Терновий. У 12-річному віці перейшов в «Арсенал-Євробіс», який тоді виступав під назвами «Зміна-Оболонь» і «ДЮСШ-15», тренер Олег Михайлович Деревінський, у складі якого неодноразово ставав призером та переможцем міських та міжнародних турнірів і чемпіонатів, викликався в юнацьку збірну України (U-15), де зіграв один матч. Після випуску потрапив у «Динамо-3», у якому перебував рік, отримав травму і після піврічної паузи пішов відновлюватися у футзальну команду «Метрополітен» (Київ), тренерами якої були Ігор Володимирович Будзько і Леонід Йосифович Матьков. У цей час викликався в молодіжну збірну України з футзалу і так брав участь у чемпіонаті світу з футзалу серед студентів. На початку 2011 року перейшов в ЛТК (Луганськ), де грав півроку, після чого потрапив до тренера збірної України з пляжного футболу Сергія Кучеренка і вирішив продовжити свою кар'єру саме в цьому виді спорту.
У пляжному футболі почав грати за «Динамо-Хілд» (Київ) у 2010 році і одразу ж став бронзовим призером чемпіонату України, наступний рік провів у складі київського «Бінго», а з 2012 року захищає кольори «Євроформату».
У збірній України з пляжного футболу дебютував у травні 2012 року у товариських матчах проти збірної Білорусі. Перші м'ячі за збірну забив у Євролізі в серпні того ж року у ворота збірної Андорри. У 2013 році на турнірі «Кубок Дружби», що проходив у місті Вітебськ, Білорусь, разом зі збірною завоював срібні нагороди і був визнаний найкращим нападником, забивши 4 голи. Окрім того, у серпні 2013 року зіграв 2 матчі у Євролізі, відзначившись забитим м'ячем у кожному з них.
Одружений. Є донька.

## Титули та досягнення
«Динамо-Хілд» (Київ)
- Бронзовий призер чемпіонату України: 2010 р.

«Євроформат» (Київ)
- Бронзовий призер чемпіонату України: 2012 р.
- Срібний призер чемпіонату Києва: 2013 р.
- Володар Кубка Києва з пляжного футболу: 2013 р.
- Чемпіон Києва з пляжного футболу 2018 р.
- Чемпіон України з пляжного футболу 2018 р.

### Міжнародні
Збірна України (пляжн.)
- Срібний призер турніру «Кубок Дружби» (2013 р.)
- Найкращий нападник турніру «Кубок Дружби» (2013 р.)